# Wurmova vila (Adamov)
Wurmova vila, též Vila Josefa Wurma, je rodinná vila nacházející se v ulici Osvobození ve městě Adamov v Jihomoravském kraji.

## Historie
Stavbu vily zadal někdy před rokem 1890 v Brně sídlící vědec Josef Svatopluk Wurm, syn politika Josefa Wurma. Její projekt zpracoval rakouský, rovněž v Brně působící, architekt Alois Prastorfer, který dům navrhl ve stylu toskánské architektury. Za Wurmova života i po jeho smrti byla vila místem setkávání osobností moravského, a především opět brněnského, spolkového života. 14. července 1891 zde při návštěvě přátel zemřela na srdeční zástavu herečka Anna Hübnerová, manželka novináře a později ředitele Národního divadla v Brně Václava Hübnera. 
Ve 20. a 21. století pak prošla stavebními úpravami, které mj. odstranily některé dekorativní prvky na fasádě či dřevěných krovech. 

## Popis
Jedná se o patrovou budovu postavenou na pozemku původně vzdáleném od městské zástavby ve svahu nedaleko protékající řeky Svitavy. Stavbě dominuje okrasná věz, nahoře zakončena ochozem. Ten byl původně otevřený, později byl stavebně zakryt.